# جوني هوريزون

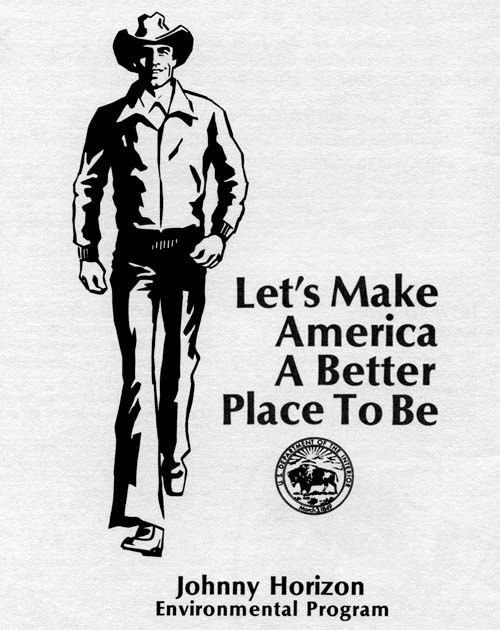

يعمل مصطلح جوني هوريزون بمثابة تميمة يستخدمها مكتب إدارة الأراضي في الولايات المتحدة في سبعينيات القرن العشرين في المقام الأول ضمن إطار حملة مكافحة المخلفات المختلطة.
وباستخدامه عام 1968، وفي حين يشبه مصطلح مارلبورو مان غير المدخن، وصل استخدام هذا المصطلح أعلى مستوياته في السنوات التالية للاحتفال بالذكرى المئوية الثانية الأمريكية، جنبًا إلى جنب مع برنامج جوني هوريزون 76. وأعلن الرئيس جيرالد فورد عن تسمية الفترة من 15 سبتمبر 1974 وحتى 15 أكتوبر 1974 باسم شهر تنظيف أمريكا 76 وفقًا لما دعت إليه الشخصية جوني هوريزون، عام 1974.
وعلى غرار شخصيات سموكي بير ووودزي أول من خدمة الغابات الأمريكية والمعروفة جيدًا، كان استخدام التميمة جوني هوريزون محميًا بموجب القانون الفيدرالي رقم (18 U.S.C. 714) بدءًا من عام 1970 وحتى تاريخ إلغاء الحماية عام 1982. ومنذ ذلك الحين لم يعد المكتب يستخدم هذه الشخصية. وأنتجت شركة باركر بروزرز مجموعة الاختبارات البيئية المرخصة جوني هوريزون عام 1971 مع أربعة اختبارات للكشف عن تلوث الهواء والمياه تطرحها بين أيدي علماء البيئة الشباب.

## وصلات خارجية
- “Forgotten Characters from Forest History: Johnny Horizon” Peeling Back the Bark, the Forest History Society.